# Gris acier
Pour les articles homonymes, voir Acier (homonymie).
Cet article court présente un sujet plus développé dans : Gris.
Le gris acier est une nuance de gris assez clair, neutre ou légèrement froid, évoquant la couleur de l'acier. Cette appellation s'utilise en décoration, en textile, en papeterie.

Le gris acier en héraldique.

Le nom est attesté en France en 1827.
La couleur acier (ou cendrée), en héraldique, désigne le gris dans toutes ses nuances.